# Bochra Soltani
Pour les articles homonymes, voir Soltani.
Bochra Soltani (arabe : بشرى السلطاني) est une actrice tunisienne.

## Cinéma
- 2010 : Fin décembre (ar) de Moez Kamoun (ar)

## Télévision
- 2007 : Layali el bidh[1] de Habib Mselmani : Dorsaf
- 2008 : Bin Ethneya de Habib Mselmani
- 2008 : Maktoub (saison 1) de Sami Fehri
- 2008-2009 : Choufli Hal (saisons 5-6) de Slaheddine Essid et Abdelkader Jerbi
- 2012 : Bab El Hara 2100 de Haifa Mohamed Araar
- 2014 : Ikawi Saadek d'Émir Majouli et Oussama Abdelkader : Khaoula
- 2019 : El Harba de Kais Chkir